# 城南劇場
城南劇場（じょうなんげきじょう、朝鮮語: 성남극장）は、かつて存在した大韓民国の映画館である。1921年（大正10年）、日本統治時代の朝鮮の京城府龍山漢江通（現在の大韓民国ソウル特別市龍山区漢江大路）に京龍館（けいりゅうかん）として開館、1940年（昭和15年）前後に城南映画劇場（じょうなんえいがげきじょう）と改称した。第二次世界大戦終了後は日本人による経営から離れ、城南劇場と改称した。

## 沿革
- 1921年 - 京龍館として開館[1]
- 1940年前後 - 城南映画劇場と改称[7][8]
- 1950年前後 - 城南劇場と改称
- 2000年代 - 閉館

## データ
- 所在地 : 朝鮮京城府練兵町83番地[7]（漢江通[4]）
  - 現在の大韓民国ソウル特別市龍山区南営洞（朝鮮語版）83番地（漢江大路（朝鮮語版））[9]

北緯37度32分33.02秒 東経126度58分26.32秒 / 北緯37.5425056度 東経126.9739778度
- 経営 : 
  1. 城南演芸会社 （松田正雄、1927年[3]）
  2. 石原磯三郎 （1928年[4] - 1930年[5]）
  3. 上田友義 （1940年代[7][8]）
  4. 株式會社城南劇場
- 構造 : 木造二階建[9]
- 観客定員数 : 750名（1930年[5] - 1943年[7][8]）

## 概要

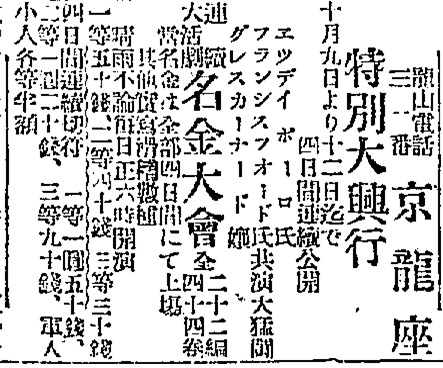
同館の広告（京城日報1922年10月12日付）。

### 京龍館の時代
1921年（大正10年）、日本が統治していた時代の朝鮮の京城府練兵町83番地（現在の龍山区南營洞83番地）、漢江通（現在の漢江大路）に面した練兵場跡地に、京龍館として開館した。同年、同府内の永楽町（現在の苧洞）に中央館、翌年には仁寺洞に朝鮮劇場が相次いで開業し、同府内の映画館は合計8館になった。当時の同館では輸入映画（洋画）を興行しており、1922年（大正11年）10月12日付の京城日報に掲載された同館の広告によれば、4日連続でシリアル『名金』（監督・主演フランシス・フォード、脚本・主演グレイス・キュナード、アメリカ公開1915年6月21日、日本公開同年10月10日）を上映している（右写真）。同広告には「京龍座」と記されているが、ともに記載されている電話番号が同館のものと一致している。
1925年（大正14年）に発行された『日本映画年鑑 大正十三・四年』によれば、同年当時の同館の興行系統は東亜キネマであり、日本映画を上映していた。1927年（昭和2年）に発行された『日本映画事業総覧 昭和二年版』によれば、大正末期当時の所有者は城南演芸会社、経営者は松田正雄、支配人は田中助次郎、観客定員数は記載なし、興行系統は東亜キネマに加えてマキノ・プロダクションの作品を上映していた。松田正雄は同時期に同府内本町（現在の忠武路）に喜樂館を所有および経営していた人物である。
昭和に入ると、同館の経営は石原磯三郎に移っており、支配人は田中助次郎で変わらず、観客定員数は750名、興行系統は日活およびマキノ・プロダクションに変更になっている。京城府内の映画館の数は、1932年（昭和7年）ころまで8館体制がつづいていた。
1940年（昭和15年）前後には城南映画劇場と改称、経営者も上田友義の個人経営に変わっている。第二次世界大戦が始まり、戦時統制が敷かれ、1942年（昭和17年）、日本におけるすべての映画が同年2月1日に設立された社団法人映画配給社の配給になり、映画館の経営母体にかかわらずすべての映画館が紅系・白系の2系統に組み入れられるが、『映画年鑑 昭和十七年版』には同館の興行系統については記述されていない。

### 城南劇場の時代

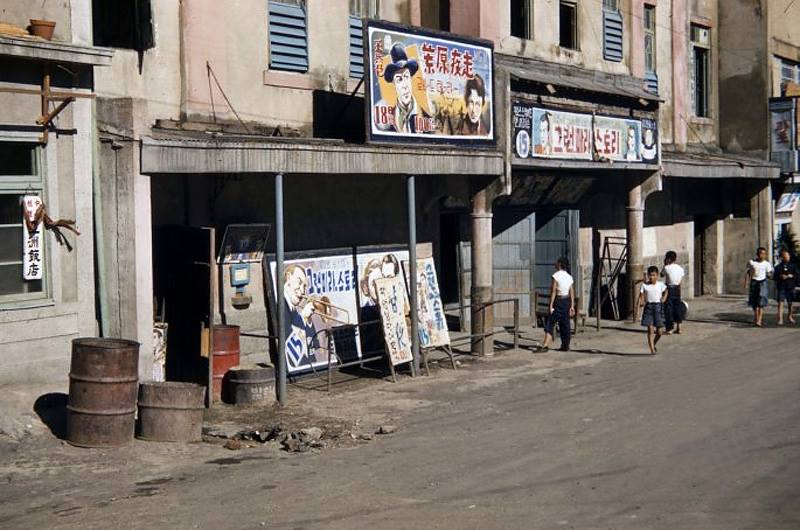
1954年ころの城南劇場。『グレン・ミラー物語』（1954年）を上映中、『荒原の疾走』（1953年）が公開を控えている。

1945年（昭和20年）8月15日、第二次世界大戦が終了し、同年9月8日から1948年8月15日に大韓民国が建国されるまでの間は、在朝鮮アメリカ陸軍司令部軍政庁がこの地域を統治した。正確な時期は不明であるが、城南劇場と改称し、韓国民間の手で復興した。1954年ころには、
『グレン・ミラー物語』（監督アンソニー・マン、アメリカ公開1954年2月10日、日本公開同年1月8日）、『荒原の疾走』（監督ジョン・ファロー、アメリカ公開1953年7月17日、日本公開同年12月29日）を同館で上映したことを示す写真が残っている（右写真）。1956年ころには、『ディミトリアスと闘士』（監督デルマー・デイヴィス、アメリカ公開1954年6月16日、日本公開同年10月27日）を同館で公開（再映）している。
韓国映画も上映しており、1960年1月1日には、李承晩を描いた『独立協会の青年 李承晩』（監督申相玉、韓国公開1959年12月5日、日本未公開）を「新春特別プロ」として上映した際の広告が残っている。1960年代には『大女侠』（朝鮮語題심야의 결투、『深夜の決闘』の意、監督張徹、香港公開1968年4月3日、日本未公開）等の香港映画や『死火山』（原題사화산、監督コ・ヨンナム、韓国公開1969年3月8日、日本未公開）等の韓国映画を上映した。
2階席のある龍山区最古の映画館として、2001年以降も営業していたが、2009年までにはすでに閉館している。建物は現存しており、1階にはアウトバック・ステーキハウスが入居している。

## ギャラリー

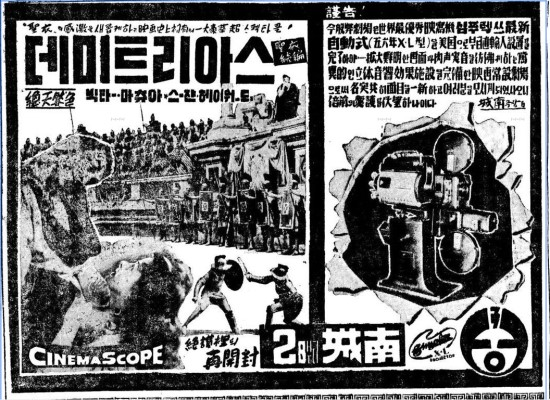
『ディミトリアスと闘士』再公開時の新聞広告。
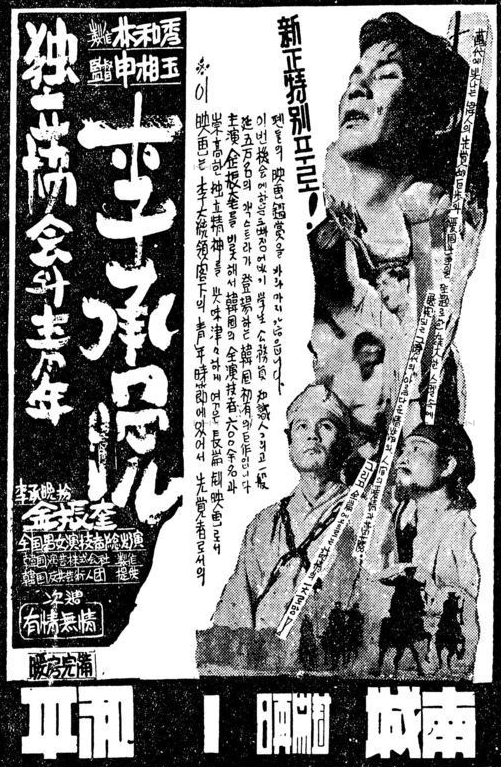
『独立協会の青年 李承晩』公開時の新聞広告。